# سوکوویچ
سوکوویچ (به لاتین: Sułkowice) یک شهر و گمینا در لهستان است که در گمینا سووکوویتسه واقع شده‌است. سوکوویچ ۱۶٫۴۶ کیلومتر مربع مساحت و ۶٬۳۰۵ نفر جمعیت دارد.